# 마법선생 네기마!의 등장인물 목록
이 문서에서는 아카마츠 켄의 만화 《마법선생 네기마!》 및 이를 원작으로 하는 애니메이션, 게임 등에 등장하는 인물에 대해 설명한다.

## 개요
본 작품의 세계관은 현실 세계, 마법 세계로 나뉘며, 세계에 따라 다양한 인물들이 등장한다.

## 네기와 학생들
| 출석번호 | 이름                              | 성우                            | 북미판 성우                  | 한국어판 성우 | 배우            | 인지도 | (가)계약      |
| -------- | --------------------------------- | ------------------------------- | ---------------------------- | ------------- | --------------- | ------ | ------------- |
| 담임     | 네기 스프링필드(Negi Springfield) | 사토 리나                       | 그레그 에어스                | 정혜옥        | 가시와 유키나   | A      | (밑의 학생)   |
| 1        | 아이사카 사요                     | 시라토리 유리                   | 케이트 브리스톨              |               | 니시다 마이     | B      |               |
| 2        | 아카시 유우나                     | 키무라 마도카                   | 앰버 코튼                    |               | 야마모토 토마요 | BX     | 네기          |
| 3        | 아사쿠라 카즈미                   | 사사카와 아야나                 | 모니카 리얼                  | 여민정        | 콘도 카나코     | B      | 네기          |
| 4        | 아야세 유에                       | 쿠와타니 나츠코                 | 브리나 펄렌시아              | 이윤희        | 오오세 아미     | B      | 네기          |
| 5        | 이즈미 아코                       | 야마카와 코토미                 | 에이버리 라이스윌리엄스      |               | 후지모토 이즈미 | B      | 네기          |
| 6        | 오오코우치 아키라                 | 아사쿠라 아즈미                 | 제니 파간 →셰러미 리         |               | 타키가와 유우키 | B      | 네기          |
| 7        | 카키자키 미사                     | 이토 시즈카                     | 그웬덜린 라우                |               | 오시마 아스미   |        |               |
| 8        | 카구라자카 아스나                 | 칸다 아케미                     | 루시 크리스천                | 채의진        | 와카츠키 사라   | BX     | 네기          |
| 9        | 카스가 미소라                     | 반도 아이                       | 웬디 파월                    |               | 하세가와 시즈카 | A      | 코코네        |
| 10       | 카라쿠리 차차마루                 | 와타나베 아케노                 | 케이틀린 글래스              |               | 사에구사 마리   | A      | 에반젤린/네기 |
| 11       | 쿠기미야 마도카                   | 데구치 마미                     | 루시 스몰 →메리 모건         |               | 이치가와 마도카 |        |               |
| 12       | 쿠 페이                           | Hazuki →아스미 카나             | 신시아 크랜즈                | 김성연        | 오카모토 사리   | B      | 네기          |
| 13       | 코노에 코노카                     | 노나카 아이                     | 모니카 리얼                  | 여민정        | 마츠나가 히로코 | B      | 네기          |
| 14       | 사오토메 하루나                   | 이시게 사와                     | 제이미 마키                  | 신영애        | 와타나베 아유미 | B      | 네기          |
| 15       | 사쿠라자키 세츠나                 | 코바야시 유우                   | 데이나 슐츠 →셰러미 리       | 한채언        | 이치가와 하루키 | A      | 네기/코노카   |
| 16       | 사사키 마키에                     | 호리에 유이                     | 케이트 옥슬리                | 권인지        | 카와세 유리     | B      | 네기          |
| 17       | 사이나 사쿠라코                   | 오오마에 아카네                 | 콜린 클링컨비어드            |               | 카야마 아오이   |        |               |
| 18       | 타츠미야 마나                     | 사쿠마 미호                     | 스테퍼니 영                  | 여민정        | 쥬리            | A      | (Kouki.T)     |
| 19       | 차오 린센                         | 오사와 치아키 → 타카모토 메구미 | 트리나 니시무라              |               | 와타나베 케아키 | A      |               |
| 20       | 나가세 카에데                     | 시라이시 료코                   | 클레린 하프                  | 신영애        | 아라이 유우카   | B      | 네기          |
| 21       | 나바 치즈루                       | 코바야시 미사                   | 에이미 로즌솔                | 한채언        | 타니모토 아이   | B      | 네기          |
| 22       | 나루타키 후우카                   | 코야마 키미코                   | 앨리슨 빅토린 →셰러미 리     | 이윤희        | 카타오카 사야   |        |               |
| 23       | 나루타키 후미카                   | 카노 마리                       | 앨리슨 빅토린 →셰러미 리     | 김성연        | 야마모토 마나카 |        |               |
| 24       | 하카세 사토미                     | 카도와키 마이                   | 제이미 웨스트먼 →캐리 새비지 | 한채언        | 우치다 리리코   | A      |               |
| 25       | 하세가와 치사메                   | 시무라 유미                     | 케이틀린 글래스              | 김성연        | 아소 나츠코     | B      | 네기          |
| 26       | 에반젤린 A. K. 맥도웰             | 마츠오카 유키                   | 로라 베일리                  | 하미경        | 구와에 사키나   | A      | (차차마루)    |
| 27       | 미야자키 노도카                   | 노토 마미코                     | 리아 클라크                  | 하미경        | 와가와 미유     | B      | 네기          |
| 28       | 무라카미 나츠미                   | 아이자와 마이                   | 마지켄 구니시마              |               | 무쿠노키 에리   | B      | 코타로        |
| 29       | 유키히로 아야카                   | 미나가와 준코                   | 로라 베일리                  | 전숙경        | 오오츠카 레이   | B      | 네기          |
| 30       | 요츠바 사츠키                     | 이노우에 나오미                 | 모니카 리얼                  | 채의진        | 시미즈 메이     | A      |               |
| 31       | 자지 레이니데이(Zazie Ranieday)   | 이노쿠치 유카                   | 캐리 새비지                  | 정혜옥        | 하타사와 타에카 | A      |               |

인지도는 만화 본편에서의 마법에 대한 인지도를 나타낸다. (마법에 대해 얼마나 알고 있는지가 스토리의 중요한 요소가 되기도 한다)
- A : 이전부터 마법의 실재를 알고 있었다. (자신이 마법사인 것도 포함한다.)
- B : 스토리상으로 마법의 실재를 알았다.
- 없음 : 마법의 실재를 모름, 혹은 불명 (알고 있지만 숨기고 있을 가능성도 있다.)
- X : 과거에 마법의 실재를 알고 있었지만, 어떠한 사정으로 실재를 잊었다.

(가)계약은 만화 본편에 대해 파트너 계약을 맺은 상대 마법사를 나타낸다.
출석번호 1번은 명부상 결번이 되고 있다.

### 신장
클래스 31명의 신장은 게임 1교시의 설정에 의하면 아래와 같다. 평균은 157.0 cm.

일본의 14세 여성의 평균 신장은 156.8cm로, 본 작품의 설정과 비슷하다. 덧붙여 단행본 1권 권말에 설정 자료로 신장표가 게재되어 있다.
전체적으로 바스트 94cm인 나바 치즈루를 시작해 80cm를 넘는 슈퍼 중학생 클래스가 있는 한편, 초등생으로밖에 보이지 않는 나루타키 자매 등 신체 분포가 다양하다.

### 좌석표
책상은 2명이 1책상을 사용한다. (1+2열, 3+4열, 5+6열, 의자는 1책상에 3개지만 중앙은 공석, 아이사카의 자리는 비어 있다. 나루타키 자매가 자리를 교환해 앉기도 한다.)
| 창/교단 | 1번째  | 2번째  | 3번째     | 4번째    | 5번째   | 6번째    |
| ------- | ------ | ------ | --------- | -------- | ------- | -------- |
| 1행     | 사요   | 카즈미 | 아야카    | 사쿠라코 | 후우카  | 마키에   |
| 2행     | 나츠미 | 카에데 | 아코      | 노도카   | 세츠나  | 마도카   |
| 3행     | 아키라 | 후미카 | 차오 린센 | 미소라   | 사츠키  | 치즈루   |
| 4행     | 마나   | 미사   | 아스나    | 코노카   | 쿠 페이 | 사토미   |
| 5행     | 쟈지   | 하루나 | 유에      | 치사메   | 유우나  | 차차마루 |
| 6행     |        |        |           |          |         | 에반젤린 |

(원작 1권 설정 자료집을 근거로 한다.)

### 성적
차오 린센 (학년 톱), 하가세 사토미 (2위), 유키히로 아야카 (4위) 등의 학년 톱 클래스도 있지만, 대부분이 성적에 관심이 없고 바보 레인져까지 더해져 반 성적은 최하위였다. 하지만 네기의 임무로 2학년 3학기말 시험에선 반 성적 1위를, 3학년 1학기 중간 시험에서 3위, 기말에서 2위의 성적을 거두었다.

#### 바보 레인저
3-A 학생중에서 특히 성적이 나쁜 5명의 학생을 클래스 메이트가 바보 레인저(バカレンジャー)라 부르고 있다.
- 바보 블랙 : 아야세 유에
- 바보 레드 : 카구라자카 아스나
- 바보 블루 : 나가세 카에데
- 바보 옐로 : 쿠 페이
- 바보 핑크 : 사사키 마키에

리더는 블랙 아야세 유에며, 카구라자카 아스나가 5명중 성적이 제일 낮다. 5명중 마키에를 제외한 4명은 마법의 실재를 알고 있어 '하얀 날개 (네기부)'에 참가하고 있으며, 마키에도 마법 세계에서의 사건에 말려 들었다.

### 네기에 대한 호의도
알베르 카모밀은 족제비 요정의 특수 능력을 이용해 네기에 대한 호의도를 재고 있다. 로봇인 차차마루와 유령인 사요도 측정되지만, 에반젤린은 측정 할 수 없는 것 같다. 2번째 이후 리스트의 최상부가 가려졌기 때문에 정확한 순위는 알 수 없지만 '그 시점에서 네기에게 분명한 호의를 가지고 있고 리스트 하부에 이름이 없는 사람들'이 상위 그룹에 속한다고 추측할 수 있다.

 19교시때 

1. 미야자키 노도카
2. 유키히로 아야카
3. 사사키 마키에
4. 코노에 코노카
5. 카구라자카 아스나
6. 아야세 유에
7. 나루타키 자매
8. 나루타키 자매

 87교시때 

1. 불명
2. 불명
3. 불명
4. 카구라자카 아스나
5. 카라쿠리 차차마루
6. 사사키 마키에
7. 사쿠라자키 세츠나
8. 코노에 코노카
9. 아이사카 사요
10. 나가세 카에데
11. 하세가와 치사메
12. 쿠 페이
13. 나루타키 후미카
14. 나루타키 후우카
15. 오오코우치 아키라
16. 이즈미 아코

 173교시때（에바 별장 내 인물 한정） 

1. 미야자키 노도카
2. 아야세 유에
3. 카구라자카 아스나
4. 쿠 페이
5. 카라쿠리 차차마루
6. 사쿠라자키 세츠나
7. 코노에 코노카
8. 하세가와 치사메
9. 나가세 카에데
10. 사오토메 하루나
11. 아이사카 사요
12. 아사쿠라 카즈미
13.  ????HANE

87교시 톱3는 미야자키 노도카, 유키히로 아야카, 아야세 유에로 추측된다.

## 등장인물

### 교사

#### 마법 선생
타카미치·T·타카하타 (タカミチ・T・高畑)
성우 : 이노우에 노리히로, 마크 스토더드, 이주창 (애니판) / 후지와라 케이지 (게임판) / 배우 : 히로시
네기가 오기 전에 2-A반 담임. 담당 교과는 영어. 네기와는 일본 방문 이전부터 친구 사이였다. 학원 내 학생 지도원이기도 하여 수많은 싸움, 소란을 혼자 진압했기 때문에 불량배들 사이에 '죽음의 안경 타카하타'나 '웃는 사신'이라 불리고 있다. 동료의 여성 교사와 사이가 좋지만 교제하는 사이는 아닌 것 같다. 에반젤린과는 15년 전 동급생이며, 가끔 '에바', '타카미치'라고 서로 부르고 있다.
옛날부터 나기와 그 동료들을 동경하여 그들을 목표로 해왔다. 선천적으로 주문 영창을 할 수 없는 체질로, 자신을 '마법사 중에선 낙제생'이라 비하하고 있지만 전사로서 상당한 전투력을 가지고 있다. 마호라 무도회에선 네기와 대전하여 상당한 실력을 보여줬지만 자신은 현재 실력이 나기나 가토에 비해 '아직 그들에게 미치지도 못한다'라 말했었다. 나기 일행도 속해 있던 마법사의 NGO '유구한 바람 (Austro-africus Aeternalls, AAA)'에 소속해 있어 해외로 나가는 일이 자주 있는 듯하다. 마법 세계에서도 그 실력을 인정받고 있으며, 등급 설정은 AA+. 전술 체질상 '마기스텔 마기'는 되지 못하지만ㅡ 마법 세계에서의 인기는 아이돌과 같을 정도로 잡지의 표지를 장식한 적도 있다.
스승은 나기의 일행 중 한 명인 '가토 카구라 반덴버그'로, '발권'과 '함괘법'은 그에게 전수받은 것이다.
유아일 때의 아스나를 맡아 그녀를 돌보고 있었으며, 과거에 어린 네기를 만나 친구가 되어 전투 기술을 가르치기도 했다. (맨손으로 100m 폭포를 두 동강 내는 것을 보여준 적도 있는 것 같다.) 네기의 성장을 기대하는 한편, 아스나의 과거와 사명(가토를 포함)을 알려줘야 할 것인가 평범한 여자아이로 인생을 보내게 할 것인가에 대해 고민하고 있다. 차오에 의해 마법이 들통난 세계에서도 아스나들을 신뢰해 그들이 과거로 돌아가는 것을 도왔다.
트레이드 마크로 안경과 담배지만 이것은 가토와 헤어지기 전엔 없던 것으로, 가토의 영향을 느끼게 한다. 담배는 유아 시절의 아스나의 권유로 피게 된 것이다. 애니메이션판 이름은 '타카하타·T·타카미치(高畑・T・タカミチ)'
코노에 코노에몬 (近衛 近右衛門)
성우 : 츠지무라 마히토, 랜디 톨먼→R. 브루스 엘리엇 / 배우 : 사토 가지로
마호라 학원장. 학원 최강의 마법사로, 관동 마법 협회 이사도 맡고 있다. 멜디아나 마법 학교 교장과 친구 사이며, 나기와도 알고 지내던 사이며, 네기의 성장을 지켜보고 있다. 사건이 발생해도 자신은 별로 움직이지 않고 젊은 마법 선생/학생들에게 맡기지만, 그 결과에 대한 책임은 자신이 진다고 한다. 단행본에서 알려진 정보에 따르면 뭔가 그만이 쓸 수 있는 특별한 능력이 있는 듯 하다고 하지만, 현재 알려진 바는 없음.
에바와는 장기나 내기 바둑을 두는 사이.
코노에 코노카 외가의 조부이기도 하다. 맞선을 시키는 게 취미지만, 코노카는 항상 도망가고 있다. 애니메이션 1기에선 아이시카 사요와 동급생이었다는 설정이다.
세루히코 (瀬流彦)
성우 : 시라이시 미노루
중등부에 근무하는 젊은 남성 교사. 후에 마법 선생 중 1명이었던 것으로 판명된다. 본인의 코멘트에 의하면 자신은 경호 당담 마법사로 전투에는 자신 없다고 한다.
모델은 베르세르크에 세르피코로, 후에 미우라 켄타로에게 허락을 받았다.
간돌피니 (ガンドルフィーニ)
학원 내의 마법 선생 중 1명. 안경을 쓴 흑인 남성으로, 안경 고쳐쓰기가 특징.
오른손에 권총, 왼손에 나이프를 든 전투 스타일. (CQC)
일반인 아내와 금년에 초등학생이 되는 딸이 있다.
네기가 말한 시간 도약을 전혀 믿지 않을 만큼, 어떤 의미론 학원 내에서 앞뒤가 꽉 막힌 사람이다.
사우전드 마스터의 아들인 네기의 성장을 기대하고 있어, 학원제 편에서 차오가 계획을 성공시킨 세계에서 네기를 억류한 이후 자신들이 네기의 장래를 빼앗아 버렸다고 후회한 나머지 술에 강하지 않으면서도 술을 들이켰다.
니쥬인 미츠루 (弐集院 光)
학원 내의 마법 선생 중 1명. 살찐 체형으로 눈이 가늘다.
대식가며, 아내와 유치원생으로 보이는 딸이 있다. 딸도 마법사로, 인형을 이용한 환술 마법을 사용한다. 전자 정령군을 조종하는 등의 마법을 사용할 수 있다. 온후해 보이는 성격과는 달리 공손한 말은 사용하지 않지만 불쾌한 언동처럼 느끼지는 않는다.
마법 시동키는 '고기맨, 피자맨, 샥스핀맨'
아카시 교수 (明石教授)
마법 선생으로, 아카시 유우나의 아버지. 딸에게는 마법에 대해 숨기고 있다. 마호라 학원에서 교수직으로 일하고 있다. 학원제 결전에선 메구미와 함께 메인 컴퓨터 오퍼레이션을 맡았다. 차오 린센, 페이트, 헤르만에 대해 조사하고 있다.
네기와 첫 대면에서 자신이 유우나의 아버지라고 언급은 하지 않았지만, 출석부에 '아카시 교수의 딸'이라 적혀 있다.
쿠즈노하 토우코 (葛葉 刀子)
마법 선생 중 1명. 마법 선생이라지만 교토 신명류의 검사로 마법사는 아니다. 안경을 쓴 스트레이트 롱의 미녀로 남학생들 사이에서 인기가 많은 듯하다. 학원제 결전때 차오의 로봇과 싸우는 모습을 목격한 학생이 이런 행사에 토우코가 참여한 것을 의외로 느낀 것을 보면 딱딱한 이미지로 다니는 듯하다. 평상시엔 냉정 침착하지만 실제론 혈기가 많고 한 번 검을 뽑으면 멈추지 않는다. 1995년경에 서양 마술사와 결혼하여 관동으로 건너왔지만 후에 이혼하였고, 노처녀인 면도 있어 재혼에 초조해 하고 있다. 차오가 강제 인식 마법을 사용한 뒤의 세계에선 그 결과로 인해 일반인인 남친과 이별할 수밖에 없게 된 일로 성격이 거칠어져 있었다.
시스터 샤크티 (シスター シャークティ)
마법 선생 중 1명. 근무지는 불명. 갈색 피부의 시스터.
미소라와 코코네를 지도하는 것에 어려움을 겪고 있다. 특히 미소라의 성격에 애를 먹고 있다.
카타라기 (神多羅木)
마법 선생 중 1명. 올백 머리에 흑발. 선글라스를 착용한 검정 슈트를 입은 남성. 인상이 강하게 생겼지만 상당한 마이 페이스다.
네기처럼 바람 계열 마법을 사용하며, 핑거 스냅을 이용한 무영창 주문을 사용하고 영창 주문인 회오리를 사용하여 적을 가두는 등 원거리 공격과 보조 공격도 해내는 상당한 실력자다.
마법 시동키는 '디그·딜·디릭·블홀'

#### 그 외
미나모토 시즈나 (源しずな)
성우 : 이노우에 키쿠코, 콜린 클링컨비어드 / 배우 : 오이카와 나오
중등부의 여성 교사로, 담당 교과는 영어. 네기가 마호라 학원에 왔을 때에 2-A반 부담임으로, 네기의 지도 교원이었다.
바스트 99cm의 큰 가슴의 소유자. 담배 연기를 싫어하며, 타카하타의 담배를 채가서 끄는 묘사도 있었다. 코노에 코노에몬이 네기와 시즈나 앞에서 '마기스텔 마기'를 언급했지만, 네기가 그녀를 일반인으로 인식하는 묘사도 있어, 마법 선생인지는 불확실하다.
애니메이션판 1작에선 양호 교사, 네기마!?에서는 미등장. 드라마판에선 진로 지도원으로 등장한다. 드라마판에선 마법 선생으로 설정되어 있어 마법을 사용하는 씬도 등장한다.
니츠다 (新田)
학원 전역 생활 지도원이기 때문에 학생들에게 엄격한 모습을 보여준다. 학생들에겐 '귀신 니츠다'라 불리고 있다.
담당 과목은 현대 국어로, 학생들뿐만 아니라 네기에게도 엄격한 모습을 보여주고 있다.
마법에 대해 모르는 듯하며, 작가의 말에 의하면 모델은 자신의 고교 시절 선생님이라 한다.
니노미야 (二ノ宮)
중등부의 여성 교사로, 담당 교과는 체육. 신체조부의 고문을 맡고 있다. 체육대학 출신.

### 네기의 관계자
알베르 카모밀 (アルベール・カモミール, Albert Chamomile, 카모)
성우 : 야베 마사히토, 크리스 카슨 (애니판) / 노자와 마사코 (게임판)
평상시엔 일반 족제비로서 네기에게 길러지고 있지만, 정체는 사람의 말을 할 줄 아는 족제비 요정. 조언자로서 네기를 지원한다. 옛날에 함정에 걸린 것을 구해준 네기를 은인으로 여겨 '형님'이라 부른다. 속옷 도둑 죄로 추격을 피하다가 일본으로 와서 네기의 애완동물이 되었다.
전투시엔 네기의 전투 어드바이저를 맡는다. 가계약 의식 등을 실시할 수 있는 것 외에 간단한 염파 차단 결계 생성도 할 줄 알며, 또한 네기에게 연애 감정을 가지고 있는 사람을 알 수 있으며 그 생각의 힘을 순위로 나타낼 수 있다. 또한 자신의 PC로 '마법넷'에 액세스하여 위법품도 구입하고 있다. 가계약을 실시하면 족제비 협회에서 가계약 카드 1장당 5만 족제비 달러를 지급받는 것도 있어서 네기와 여학생과의 가계약(키스)을 적극적으로 권하고 있다.
그 정신은 변태 아저씨 그 자체로, 연애에 서투른 아스나나 유에를 놀리며 그 반응을 재미있어 하고 있다. 그런 감정 때문인지 마찬가지로 장난기가 많은 아사쿠라나 사오토메와도 마음이 맞는 모양.
기본적으로 머리 회전이 빠르기 때문에 상대와의 교섭이나 파티의 긍지를 타파하는 작전 등을 짜내는 장면도 많다. (다만, 자신도 인정하는 것이지만 대부분의 작전에는 현실적으로 가능성이 없거나 큰 약점이 있다.)
가족 관계는 웨일스에 여동생이 있는 것 같다.
음주도 가능한 듯하며 담배도 피우고 있다. (애니메이션에선 초콜렛) 본인을 '아저씨'라 자칭하고 있었다. (다만 여학생의 대부분은 '○○ 누님'이라 부르는 등 연상 취급하고 있다.) 에바의 인형인 차차제로와 마음이 맞는 듯 보이며, 자주 술잔을 주고받는 모양. 마법계에 갔던 적은 없는 것 같다.
일본에 온 뒤로도 엿보기나 속옷 벗기기를 하여 아스나 등에게 공격을 받는 캐릭터. (아스나와 코노카의 속옷을 잠자리로 만든 적도 있다. 아스나에겐 '에로카모', '에로 족제비'라고도 불렸다.
애니메이션에선 이름이 '카모밀 알베르'로 되어 있다. '네기마!?'에선 제 1화부터 등장하는 것을 보아 네기가 일본에 올 때 함께 온 듯하다. 실연 경험이 있는 듯 보인다.
드라마판에선 '말하는 천'으로 바뀌었다.
여담이지만 월급은 5000엔.
네카네 스프링필드 (ネカネ・スプリングフィールド, Nekane Springfield)
성우 : 스즈키 마사미 (애니 '마법선생 네기마!') / 사와시로 미유키 (애니 '네기마!?')
네기가 '누나'라고 부르는 여성. 네기의 누나다. 네기의 보호자 같은 존재다. 네기와 편지로 근황을 전하고 있다. 네기를 걱정하는 나머지 기절하는 일도 있다. 그녀의 부친(네기가 아저씨라 부르는 인물)도 6년 전의 사건으로 돌이 되었다.
안나 유리에우나 코콜로바 (アンナ・ユーリエウナ・ココロウァ, Anna Yurieuna Cocolova, 엔야)
성우 : 히로하시 료 (애니 '마법선생 네기마!') / 사이토 치와 (애니 '네기마!?', OAD판) / 그웬덜린 라우
네기의 소꿉 친구인 여자아이. 1992년 11월 25일생. 네기보다 1살 연상으로 먼저 마법 학교에 다니고 있었지만 같이 졸업한다(네기는 2년, 엔야는 1년만에 월반 졸업). 런던 리젠트 거리에서 점술사로 임무 수행 중. 네기를 애늙은이라 비방하고 있지만, 6년 전의 사건 이후 마법의 공부 말고 다른 일에 무관심한 네기를 돌봐왔기 때문에 '네기는 내가 도와주지 않으면 안 된다'하는 의식이 강하다(이 점은 아스나와 같다).
주로 화염 속성 마법을 사용하며, 네기처럼 수행을 하고 있어 화염 속성 주문과 격투 방법을 합친 전투 방식을 다룬다.
여름 방학 때 네기가 웨일스로 귀향하길 기다렸지만 더 이상은 기다릴 수 없어 스스로 일본에 방문, 네기를 데려가려 한다.
자신이 빈유 체형인 데다 네기 주변에 큰 가슴의 여성들이 적지 않은 탓인지 큰 가슴의 여성을 적대시하고 있어, 빈유 동료인 유에, 노도카와 사이가 좋다. 네기와 키로 승부를 겨루는 남자아이 같은 면도 보인다. 가계약은 하지 않았으며, 네기가 반 년 동안 7명의 여학생과 가계약(키스)을 맺은 것에 충격을 받지만, 그 목적이 6년 전 사건 때문인 것을 이해해, 마법 세계에 같이 가기로 결정한다(엔야의 모친도 6년 전 사건으로 돌이 되었다).
마법 시동키는 '포르·티스·라·티우스·리리스·리리우스'
멜디아나 마법 학교장 (メルディアナ魔法学校長)
성우 : 니시카와 이쿠오 (파일럿판 애니) / 배우 : 미키 커티스
이름 불명. 긴 두발을 가진 판타지물에 등장하는 노현자의 풍모를 가진 노인. 네기나 엔야에겐 '할아버지'라 불리고 있다. 마호라 학원장 코노에몬의 친구.
15교시 때 네기가 아스나에게 '마기스텔 마기'에 대해 설명할 때 이미지로 등장하였다.
여름방학 편에선 코노에몬과 함께 네기 일행의 마법 세계행을 준비하여, 멜디아나 학원에서 네기와 재회하였다.
도넷 마퀴네스 (ドネット・マクギネス, Donet McGuiness)
마법 관계자. 네기와는 구면
아카시 교수의 부인(유우나의 어머니)의 옛 친구로, 교수의 의뢰로 차오와 페이트의 연관성을 조사하고 있었다. 영국 출신의 금발 여성이지만 일본어에 능통하며 꽤나 지적인 모습이다. 유우나가 아버지와 교제하는 것으로 착각했다.
스탠 (スタン, Stan)
네기가 어릴 적 살고 있던 마을의 고령 마법사. 문제아였던 나기에게 안 좋은 감정이 있는 듯한 말투로 악담을 하고 있지만, 나기의 부탁으로 아들 네기만은 무슨 일이 있어도 지키겠다고 맹세하고 있었다. 6년 전 사건때 헤르만 백작을 봉인하지만 자신은 돌이 되어버린다. 현재 다른 마을 사람들과 함께 멜디아나 마법 학교 지하에 안치되어 있다.
이누가미 코타로 (犬上 小太郎)
성우 : 마츠모토 사치 (게임판) / 이노우에 마리나 (OAD판)
네기의 또래로 보이는 사내아이. 인간과 구족(狗族)의 하프. 야수화를 통해 늑대인간과 같은 모습으로 변신 가능하다. 평소에도 귀와 꼬리가 나와 있다(일반인과 만날 때는 귀는 머리카락 사이에 숨긴다. 인간의 귀는 없다). 또한 마호라 학원에 쓰러져 있을 때엔 완전한 개의 모습을 하고 있었다. 어릴때부터 혼자 생활해온 듯 보인다. 하프란 이유로 미움받은 듯하지만 본인은 신경쓰지 않았다. 평소에는 교복을 입고 다닌다(본인의 말로는 '나의 전투복').
초반엔 아마가사키 치구사에게 고용되어 네기와 적대하는 입장이었지만, 싸움의 끝에서 자신의 라이벌로 인정한다(친구는 단호히 부정). 네기 일행을 '무간 방처의 주술'로 폐쇄된 공간에 가뒀지만 나중에 네기 일행이 술법을 깨고 탈출하면서 코타로만을 남겨두고 다시 술법을 수복하여 되려 갇히게 된다. 후에 네기 일행에게 지고서 사건의 관계자로서 감금당해 있었지만, 네기의 위기(헤르만 등장)를 알리기 위해 탈주하여 마호라 학원에 도착하지만 상처로 쓰러지게 되고, 그것을 무라카미 나츠미와 나바 치즈루가 발견하여 치료해 주었다. 이후 마호라 학원에 입학하여 나츠미의 방에서 지내고 있다. 설정으로 나츠미의 남동생이라 위장했으며, '무라카미 코타로'라 자칭하고 있다. 마법 학생으로서의 일로 수익을 얻고 있는 듯하다. 유키히로 아야카(나츠미, 치즈루와 같은 방)에게 네기와 비교되는 등 싸움이 끊이지 않고 있다.
한결같이 고집스런 성격에 격투를 좋아한다(단 여성에게 손을 대거나 집단 괴롭힘은 하지 않는다고 한다). 반면에 말싸움에 약하고, 유에나 치사메 등의 두뇌파와 성격이 맞지 않는다. 네기가 가끔 어린애 같은 모습을 보이는 것을 야유하기도 한다.
학원제 이후엔 네기의 상대로서 에바의 별장에서 수련하고 있다. 네기마부의 일원으로 웨일스·마법 세계행에 동행한다.
차차제로 (チャチャゼロ)
성우 : 텟파즈카 요우코 (애니 '마법선생 네기마!')
에반젤린의 인형. 2, 3등신 정도의 크기로 평상시엔 마리오네트처럼 끈에 매달려 있다. 동력이 있는 차차마루와는 달리 에바의 마력으로만 움직일 수 있어서 대개는 입으로만 말하고 에바나 차차마루의 머리에 얹혀져 다닌다. 등의 박쥐 날개를 이용해 날 수도 있지만 평상시엔 에바의 마력이 억제되어 있기 때문에 사용할 수 없다.
학원에 오기 전의 에바를 보여주듯이 잔혹, 잔인한 말을 중얼거리지만, 실제로 행하지는 않는다. 주인에게도 거만한 태도를 보여주기도 하며, 카모의 술 친구이기도 하다.
무기는 식칼만한 크기의 나이프로, 치구사를 포획했을 때엔 자기 몸의 2~3배는 되어보이는 대검을 이용했다.
'네기마!?'에선 회상 씬이나 예고 등에 등장. 14화에선 에반젤린이 사용하는 모습이 묘사되었지만 대사는 없다.
'neo'에서도 에바와 함께 등장한다.

### 나기와 그 일행 (붉은 날개)
《유구한 바람》(Austro-africus Aeternalls)이라는 마법사 단체에 소속해 붉은 날개(ALA RUBRA)라 불리던 일행. 멤버는 나기, 에이슌, 가토, 알비레오, 라칸, 젝트로 6명. 20년 전 마법 세계에서 일어난 전쟁에서 대활약한다. (이 싸움으로 나기는 아군에게 '사우전드 마스터 (천의 주문의 사나이)'로, 적군에겐 '연합의 붉은 악마'라 불렸다.) 한층 더 베일에 가려져 있던 비밀 결사 '완전한 세계'의 존재를 알아내고, 괴멸시켜 세계를 구한 영웅이라 말해지고 있다. (당시 나기는 15세의 소년이었다.) 타카하타는 한때 동행한 적이 있다.
나기 스프링필드 (ナギ・スプリングフィールド, Nagi Springfield)
성우 : 코야스 타케히토 (애니 '마법선생 네기마!') / 사와시로 미유키 (애니 '네기마!?') / 스즈무라 켄이치 (게임판) / 배우 : 타카노 핫세이 / 트로이 베이커→R. 브루스 엘리엇 (북미판 애니)
네기의 아버지. 혈액형은 O형. 20년 전 마법 세계 전쟁의 영웅이며, 천의 마법을 다루는 '천의 주문의 사나이(사우전드 마스터)'라 불리는 최강의 마법사. 강력한 공격 마법과 무술을 사용하며, 그 절대적인 힘은 주문 영창중에 호위하는 미니스텔 마기를 필요로 하지 않을 정도로서 무적으로 불릴 정도다.
천의 마법을 다룬다 말해지도 있지만, 실제로는 마법 학교를 중퇴했고, 본인 말로 마법을 5,6개 정도밖에 모른다고 한다. 때문인지 전투 중에 수첩을 읽으면서 주문을 영창해 공격 마법을 사용한다. 고집이 있고 성격까지 나빠보이는, 네기와는 여러 의미로 반대인 인물이다. 에바에게 '등교 지옥'이란 저주를 걸었고, 5년뒤 시점에선 그 일을 완전히 잊고 있었다.
유년기때에 네기는 나기의 그림을 그리고 있었을 때 '1000 MASTER'라고 적어놓았지만, 나기의 통칭인지는 불명이다.
공식 기록상 1993년 사망이지만, 1997년경 네기가 그를 목격한 적이 있어(알비레오의 아티팩트일 가능성도 있지만 본인은 부정하고 있다.) 정확한 소식은 불명인 상태다. (유키히로 콘체른의 조사에선 마지막으로 소식이 끊인 곳이 터키의 이스탄불인 것으로 알려졌다. 이스탄불에서도 웨일스처럼 마법 세계로 갈 수 있는 것 같다.) 25년 전 10살에 나이로 '마호라 무도회'에 출전한 것으로 보아 살아 있다면 작중 시점으로 35세인 것으로 추측된다.
유년기인 아스나와 동행한 적이 있지만, 아스나는 그 무렵의 일을 꿈에서 보는 것 정도만 기억하고 있다.
알비레오와 라칸과 계약하고 있으며, 가계약 카드로 생존이 확인되고 있다. 자신에게 일어날 만일의 사태를 대비해 자신의 아들에게 유언을 반생의 책에 남기고 있었다.
코노에 에이슌 (近衛 詠春)
성우 : 테라소마 마사키, 척 휴버
원래 '붉은 날개' 멤버중 한명. 관서 주술 협회장으로, 코노에 코노카의 아버지. 전 신명류 검사로, '검 기술의 최강자'라 불렸었다. 전쟁 뒤에 나기들과 헤어지고 난뒤 협회장이 된듯 보인다. 신체에는 한때의 격전들을 보여주는 많은 상처가 남아있다. 코노카는 보통의 여자 아이로 자라길 바랬었다. 평화로운 시대가 길게 지속되고 나이를 먹었기 때문에 실력이 약해져 있어 치구사 일행의 반란을 허락해 버린다. (안색도 좋지 않고, 컨디션도 나빴던 것으로 보인다.)
라칸의 설명으론 '젊은 시절 때 에로에 약하고 고지식해서 어딘가의 누구와 닮은 인물'.
타카하타에 의해 아스나가 성인이 될때까지 진상을 말하지 않도록 했다.
가토 카구라 반덴버그 (ガトウ・カグラ・ヴァンデンバーグ, Gateau Kagura Vandenburg)
원래 '붉은 날개' 멤버중 한명. 타카하타의 스승이며, 현재의 타카하타를 닮은 쿨하고 수수한 중년 남자. '함괘법'과 '발권'을 사용한다. 타카하타처럼 골초이다. 과거에 어떠한 경위로 치명상을 입고, 타카하타에게 아스나를 맡기고 자신에 관한 기억을 지우도록 했다. 고인이 되었을 가능성이 크다.
유년기때 아스나는 가토를 따르지 않는 것 같았지만, 마음속을노 깊이 신뢰를 하고 있었던듯해 치명상을 입은 가토가 이별을 고했을땐 흐느끼며 울었다.
알비레오 이마 (アルビレオ・イマ, Albireo Imma)
성우 : 야베 마사히토 (게임판) / 오노 다이스케 (OAD판)
원래 '붉은 날개' 멤버 중 한 명. 마법사 풍의 로브를 입고 있는 장발의 미청년으로 보이지만, 실은 나이가 꽤 많은 듯하다. 20년간 외관이 변하지 않았고, 본인 말로도 외형 그대로의 연령은 아닌 것 같다. 신출귀몰. '크우넬 센더스'라는 가명을 사용한다. 덧붙이자면 알은 '크우넬'이라고 부르지 않으면 일부러 반응하지 않고 무시해버릴 만큼 '크우넬 센더스'란 가명을 애용한다.
전투는 중력을 이용한 무영창 마법을 사용하지만, 치유 마법도 이용하여 격투에 용이하게 사용한다. '이노치노시헨'을 이용하여 다른 사람의 능력을 사용할 수 있지만, '대부분의 인간은 자신보다 약하기 때문에 이 능력은 별로 의미가 없다'라 말하고 있고, 실제로 전 세계적으로 최강 클래스의 존재이다.
전형적으로 마법사 계열의 인물로 전투 역시 마법이 주축이나, 격투 계열도 웬만큼은 사용이 가능한 듯. 마호라 축제의 무도 대회에서는 (공격 무효화라는 사기 수법을 썼다고는 하나)마법은 거의 안 쓰고 격투만으로 코타로를 제압하기도 했었을 정도.
아티팩트는 '이노치노시헨'. 형상은 무수한 책으로, 능력은 특정 인물의 신체 능력과 외관적 특징의 재생.(단, 자기보다 뛰어난 인물의 재생은 몇 분간으로 한정된다) 그리고 제 2의 능력으로, 대상 인물의 인격과 외형, 능력의 '완전 재생'. 다만 이 두 번째 능력의 경우엔 마찬가지로 일정 시간 동안밖에는 사용 불가능하며, 일단 발동하고 나면 그 책은 더 이상 능력을 쓸 수 없고 평범한 인생록이 되어버림. 이 기능에 의해 나기의 인격을 재현해 네기에게 나기의 유언을 전했다. 나기 이외에도 여러 명과 가계약하고 있지만, 나기 이외의 인물은 고인이 되었기에 다른 가계약 카드를 사용하지 않고 있다.
말투나 태도에 비해, 나쁜 장난을 좋아하는 성격으로, 에로에 있어 복장의 코디에 관해선 카모가 눈을 둘 정도의 센스를 가지고 있다.
흡혈귀인 에반젤린과는 '오랜 친구'라 부르는 관계로, 그에게 있어선 조롱의 대상이며, 그 모습때문에 '좋아하는 아이를 괴롭히는 초등학생'이라고도 말해지도 있다. 에바는 '알비레오가 성격 나쁜 것으로 치면 나기 이상'이라고 말했다.
잭 라칸 (ジャック・ラカン, Jack Rakan, JACOBUS RACAN)
원래 '붉은 날개' 멤버 중 한 명. '천의 칼날의 라칸'이라 불린다. 전설의 최강 용병 검사. 과거엔 노예였으나 검투 대회에서 자신의 힘으로 자유를 찾은 노예 검투사였다. 나기와 호각하는 힘을 가지고 있으며, '유일한 영원의 라이벌'이라 자칭하면서 라이벌 관계에 있었다. (처음 싸웠을 땐 주변을 초토화시키며 13시간 동안 싸웠는데도 승부는 나지 않았다)
나기와 가계약 상태며, 아티팩트는 '천의 얼굴을 가진 영웅'. 어떠한 무기로도 변신하는 무적의 보구. 라칸은 주로 무수한 검을 소환하여 보통 무기로 취급 외에 투척을 하거나 거대한 검을 소환해 목표를 향해 던지는 '참함검' 등을 사용한다.
본인의 말론 (위의 기술에 상관없이) '맨손이 더 강하다'고 한다. 상대와 무기와 상황을 가리지 않고 언제나 가볍게 밀어붙이는 단순무식하면서도 그 괴물같은 전투 능력 탓에 '죽지 않는 사나이', '불사신 바보', '뭐야, 저 아저씨 도무지 검이 박히질 않잖아' 등등의 여러 별명이 붙어 있음.
네기 일행을 메갈로 메센브리아에서 맞이하기로 약속이 되어 있었지만 귀찮다는 이유로 내팽개치는 등, 호쾌하고 적당히 사는 성격이다. 반면 돈에 세세하고, 일이 있을 때마다 불합리한 보수를 요구한다.
자유 도시 그라니크스에서 우연히 만난 네기를 마음에 들어하고, 자신에게 부족함을 느끼고 있던 네기도 희망하여 스승과 제자 관계가 된다.
공식적으론 행방불명 상태지만, 10년간 은둔 생활을 하고 있던 것 같다. 멜디아나 마법학교장이나 타카미치와는 연락을 하고 있다.
원래 라칸은 처음부터 '붉은 날개'의 동료가 아니고, 처음엔 의뢰로 나기 일행을 말살하려 했지만 몇 번 전투를 하게 되면서 어느 새인가 동료가 되어 있었다 한다.
마법사가 아니라 전사임에도 불구하고 에바의 어둠의 마법을 사용할 수 있다. 하지만 사용 후 폭발하는 등 완전히 잘 다루는 것이 아닌 모양. (본인의 말론 원래 강하기 때문에 사용할 필요가 없다고 함) 게다가 마법만이 아니라 에이슌의 신명류 검술도 어깨 너머로 좀 봤다는 정도로 기술을 사용하거나, 적당히 전신에서 광선을 내뿜어본 것으로 산을 날려버리는 등, 완전히 사기 캐릭터.
본래는 마법사가 아니기 때문인지, 마법 사용시엔 초보자가 쓰는 시동 키인 '프라·크테·비기널'을 사용한다.
애니 '마법선생 네기마!'에 나오는 '붉은 날개' 사진에선 흑발이었다.
타카미치·T·타카하타 (タカミチ・T・高畑)
원래 '붉은 날개' 멤버 중 한 명.
젝트 (ゼクト)
원래 '붉은 날개' 멤버 중 한 명. '완전한 세계' 진영 중 한명에게 '페리우스'라 불렸다. 소년과 같은 모습에 비해 어르신 말투. 나기에게 스승님이라 불린 것으로 보아 상당히 나이가 많은 것으로 추측된다.

### 학원의 학생
다카네·D·굿맨 (高音・D・グッドマン)
성우 : 시무라 유미 (게임판)
마호라학원 성 우르슬라 여자 고등학교 2학년에 재학 중인 마법 학생.
마법계 출신이며, 미국 생활을 거쳐 마호라학원에 다니고 있는 것 같다. 마법사로서 사람을 위해 마법을 사용하는 이상을 가지고 있어 사우전드 마스터(나기)와 같은 마기스텔 마기를 목표로 하고 있다. 머지 않아 수행을 마치고 밖의 세계로 나갈 것 같다. 정의감이 매우 강하고, 한번 결정하면 직선으로 밀고 내려가는 성격으로 아야카와 성격과 용모가 닮았다. 주변 의견에 흔들리지 않는 등 융통성이 없는 등 연애를 포함해 앞뒤가 막힌 면도 있다.
방심만 하지 않으면 상당한 힘을 자랑한다. 조영술을 사용, 검은 복면을 쓴 '그림자'를 17체 소환해 동시에 원격 조작할 수 있다. 최강 오의인 '흑의 야상곡'을 사용한다. 바람의 마법도 몇가지 사용할 수 있는 것 같다. 그림자를 의복처럼 사용하여 체술을 강화할 수 있어, 그 위력은 보통 사람보다 체격이 큰 로봇을 날려버릴 정도다. 다만 본인이 정신을 잃으면 옷이 사라져 버리는(=벗겨지는) 결점이 있다.
마호라 축제중 학원장이 세계수의 힘이 남용되는 것을 방지하기 위해 소집되었다. 첫날에 네기가 노도카와의 데이트로 큰 실수를 저질러, 엄중히 주의를 줬다. 직후에 (카시오페아를 사용했기 때문에 직후로 보인) 네기가 무도회에 참가하는 것을 보고 '반성도 하지 않고 상금 1,000만 엔에 눈이 멀어 의심스러운 대회에 참가했다'고 판단, 네기를 벌주기 위해 자신도 메이와 함께 참가했다. 그때 네기와 싸워 조금 두근거리기도 했다. 실력은 있지만, 상대방들이 너무 강한 것과 전술 방법의 결점으로 불행하게도 매번 탈의 상태가 돼버렸다. 이후 네기가 카시오페아로 마지막 날로 돌아왔을땐, 타카하타를 포함해 마법 선생님들이 마나의 강제 전이탄으로 시간이동 하는 가운데, 메이와 함께 끝까지 활약하고 있었다.
사쿠라 메이 (佐倉 愛衣)
성우 : 카도와키 마이 (게임판)
마호라학원 여자 중등부 2-D에 재학 중인 마법 학생.
얌전하고 조심스러운 성격이지만, 미국 유학중에 마법 시험때 올A를 취득했을 정도의 수재로, 무영창 주문도 다룰 수 있다. 특히 화속성 마법에 자신있어 한다. 세계수에 마법 선생, 학생들이 모여 있을 때도 제일 먼저 누군가가 도촬하고 있다는 것을 깨달은 것을 보아 감각도 날카로운 듯하다. 하지만 실전에선 활약하지 못하는 타입인 것 같다. 나기나 타카하타의 마법계에서의 인기를 아스나들에게 알려주기도 한다.
다카네를 '언니'라 부르며 따르고 있다.
수영을 할 줄 모른다. 네기를 '네기 선생님'이라 부르고 있지만, 내심에선 '네기군'이라 부르고 있다.
아티팩트의 효과로 '전체 무장해제'를 사용할 수 있다.
마법 시동키는 '메이플·네이플·아라모드'
모델은 저자 아카마츠 켄의 전작 '러브히나[정식발매본 - '러브in러브']'의 주인공 '나루세가와 나루'의 여동생 '나루세가와 메이'가 모델.
코믹스에선 등장하지 않았지만, 애니메이션에서 첫 등장을 하게 된다.
나츠메 메구미 (夏目 萌)
마호라 예술대학 부속 중학교 2학년에 재학 중인 마법 학생.
닉네임은 nutmeg. 보통 마법 소녀물에 나오는 지팡이를 가지고 있다. 메이와는 대조적으로 수속성 마법을 사용한다.
다카네, 메이와 함께 네기일행과 싸웠지만 패배하고, 셋 전부 탈의당한다.
마법 시동키는 '라프·체프·라·체프·라그프울'
코코네 (ココネ)
학원에 재학 중인 마법 학생으로, 초등부 소속.
카스가 미소라의 마스터. 갈색의 피부에 붉은 빛의 눈동자 등 타츠미야 마나를 닮은 용모로, 관계는 불명. 주로 미소라와 같이 활동한다. (체력 차이로 고생하는 것 같다) 미소라와는 대조적으로 조용한 성격. 미소라의 불량 태도 때문에 끌려다니기도 하지만, 그녀를 강하게 그리워하기도 한다. 학원제 이후론 미소라와 함께 3-A학생들과 지내는 모습도 볼 수 있다.
에이코 (英子)
성우 : 이노우에 키쿠코 (애니 '마법선생 네기마!', 게임 2교시판) / 아사카와 유 (게임 1교시판)
마호라학원 성 우르슬라 여자 고등학교 학생으로, 피구부 '검은 백합'의 주장. 여자 중등부 2-A와 피구 대결을 하게 된다. 매우 오기가 있고 자신만만한 성격. 상대를 도발해 냉정함을 잃게한 뒤 자신들이 유리하게 만드는 책략을 쓴다.
고우토쿠지 카오루 (豪徳寺 薫)
무도회 예선에서 네기와 싸운 청년. 자칭 싸움 30단. 일반인으로서 상당한 실력자. 원거리 공격을 사용하며, 네기의 '마법의 사수·빛의 화살'을 상쇄할 정도의 위력이다.
머리 모양은 리젠트로, 양키의 모습을 하고 있지만, 열혈적이고 수줍음을 잘 타며, 예선에서 자신을 물리친 네기에게 성원을 보낸다. 무술에 관한 지식도 풍부하고, 차차마루와 함께 무도회의 해설자로 초대되었다.

### 마법에 의해 만들어진 것
골렘(ゴーレム)
도서관섬 심층부에서 마도서 '메르키세데크의 책'을 지키고 있다. 기말시험 대책으로 책을 빼앗으러 온 바보레인져 일행을 가로막고, '영단어 트위스터 게임'을 출제하였다. 후에 학원장이 조종하고 있던 것으로 밝혀졌다.
꼬마 세츠나 (ちびせつな)
사쿠라자키 세츠나가 사용하는 식신. 세츠나의 작은 분신과 같은 모습을 하고 있다. 유우나기의 미니어쳐판의 칼을 소지하고 있다. (예리함은 과도 정도) 세츠나 본체로부터 원격 조종되어 의식을 공유한다. 본체로부터 조작을 필요로 하지 않는 반자유형도 가능하지만, 조금 멍청해짐과 동시에 본체보다 상당히 밝은 성격이 된다. (초반엔 '바보세츠나'라 불렸다.)
'네기마!? neo'에선 한번에 3체 등장한다.

### 적

#### 완전한 세계
페이트 아웨룬크스 (フェイト・アーウェルンクス, Fate Averruncus) / 본명 텔티움 (テルティウム, Tertium)
성우 : 이시다 아키라
네기의 전방을 가로막아 선, 정체도 목적도 알 수 없는 인물. 겉모습은 네기와 비슷한 연령의 백발소년. 인간은 아니며 오히려 인형에 가깝고, 보다 강한 힘을 가진 누군가가 조종하고 있을 가능성이 높다. 물을 사용한 '전이 마법'이나 고등 서양 마법, 음양을 사용하고 격투 실력도 뛰어나다. (네기가 중국 권법을 배운 것도 페이트가 유사한 기술을 사용하고 있었기 때문)
네기가 수학 여행으로 교토를 방문중일땐 아마가사키 치구사의 음모에 가담하고 있었다. 공식상으론 터키의 이스탄불의 마법 협회로부터 일본에 연수 목적으로 파견되어 온 것이지만, 이것은 신분 사칭이다. 그 후 조사에서도 정체는 밝혀지지 않았다.
그 후 마법 세계에서도 네기를 습격해 중상을 입힌다. 독자적인 파티를 만들어(그중 한명이 츠쿠요미) 무언가의 목적으로 마법 세계에 나타났다. 그의 동료도 상당한 힘을 가지고 있다. 그 싸움에서 목적을 달성한 뒤 네기 일행 전원을 마법 세계 곳곳에 흩어지게 만들었고, 자신들이 일으킨 파괴 행위를 네기 일행이 저지른 것처럼 조작하고, 목에 상금을 걸었다.
커피를 1일 7잔 이상(보통 사람이라면 카페인 중독에 걸린다)마시고, 밀크티가 주류인 영국인 자체를 미각 바보라 부를 정도의 커피광.
라칸에 의하면 페이트는 전쟁때 붉은 날개와 싸운 적이 있고, 완전한 세계 소속이다.
마법 시동키는 '비슈·탈·리·슈탈·반 게이트'
본명인 텔티움은 라틴어로 '3번째'라는 의미이다.
조(調), 염(焔), 간(栞), 력(暦), 환(環)인 5명의 '미니스텔 마기'가 있다.
츠쿠요미 (月詠)
성우 : 츠나카케 히로미
사쿠라자키 세츠나처럼 신명류 검사. 가녀리고 약해 보이는 로리타 패션에 안경 아가씨. 맥풀린 듯한 어조를 사용한다.
신명류로선 드물게 한 손으로 쥘 수 있는 2개의 쌍검을 사용. 또, 한번에 많은 식신을 소환할 수 있다.
전형적인 전투광으로, 강한 여자 아이를 좋아한다. 약점은 안경이 사라지면 행동 불능.
평상시엔 부드러운 여자 아이지만, 때때로 광기라 생각할 정도의 표정이나 언동을 사용하며, 자신이 인간 세상 밖의 존재인 것을 암시하는 듯한 발언을 하고 있다.

#### 그 외
아마가사키 치구사 (天ヶ崎 千草)
성우 : 카츠라기 나나호
관서 주술 협회의 음양술사 여성. 안경을 착용하고 있다.
원귀, 웅귀라는 인형 식신을 이용한다. 또한 개구리나 제비 등의 식신도 소환한다. 화술, 수(水)술 등의 기술을 사용한다.
과거 전쟁때 부모님을 잃었기 때문에 서양 마법사를 싫어한다. 복수를 위해 코노카의 힘으로 요괴를 소환했다.
이름의 유래는 전 어시스턴트인 'A여사'로부터.
료우멘스크나노카미 (リョウメンスクナノカミ)
1600년 전에 토벌되어 쓰러진 대요괴. 60m의 거구와 두개의 얼굴을 가지고 있다. 18년 전에 날뛰었으나 코노에 에이슌, 나기 스프링필드 등에게 봉인되었다고 한다.
아마가사키 치구사에 의해 소환되었지만, 에반젤린에게 격파되어 재봉인되었다.
드래곤 (ドラゴン, Dragon)
드래곤엔 다양한 종류가 존재하는 것 같고, 도서관섬이나 마법 세계에 생식하고 있다. 도서관섬의 드래곤은 입에서 화염을 뿜어내어 공격한다. 팔은 없고, 그부분에 날개가 나 있다. (와이번으로 보이는 괴물. 아스나에겐 도마뱀 취급받았다) 세츠나에 의하면 토벌하기 위해선 전문 장비가 있어도 며칠 걸리는 것 같다. (163교시땐 대형 창등의 장비를 준비하고 있었다.)
그래프 윌리엄 조세프 본 헤르만 (ヴィルヘルム・ヨーゼフ・フォン・ヘルマン, Graf Wilhelm Josef Von Herrman)
상위 악마중 한명. 백작이지만 몰락한 귀족으로, 현재는 보잘것없는 몸인 것 같다.
격투방법에 뛰어나 강력한 석화 능력을 가지고 있다. '재능이 있는 소년을 좋아한다, 그 재능이 무너지는 것을 보는 것도 즐거움'이라며 네기 일행을 공격한다. 완전히 사악하진 않다. 네기에 대해서도 쓰러트린다기보단, 잠재력을 측정하는 것에 중점을 둔다. 6년 전 네기가 살고 있던 마을을 습격할 때 소환되어 참가해, 마을 사람의 반 이상을 석화했다. 그 후 스탠에 의해 봉인되었으나, 어떠한 원인으로 부활했다. 페이트 아웨룬크스가 관여되어 있다고 여겨지고 있다.
아스나의 마법 무효화 능력을 이요해 봉인 마법등의 공격을 무효화 시켰다.
여성에 대해선 신사적이지만, 아스나를 속옷차림으로 묶어 두기도 했다.
최종적으로 코타로와 협력한 네기에게 패한다. 네기에게 멜디아나 마법 학원에서 습득한 본인이 곤란한 상위 악마를 멸하기 위한 고등 마법을 사용하라 말하지만, 네기는 헤르만이 6년 전 사건때도 누군가의 의해 소환되어 저지른 일이라는 이유로 마법을 사용하지 않았다. 코노카에게 뛰어난 치유 마법의 소유자로, 석화된 네기의 마을 사람들을 치료할 수 있을 것이라 말한 후 마계로 돌아갔다.
작은 여자 아이 모습을 한 3체의 슬라임을 조종하고 있었다.
차오 린센 (超鈴音)
네기의 학생중 한명. 미래인. 역사를 바꾸기 위해 마법사의 존재를 전 세계에 밝혀내려고 해, 네기등 학원의 마법사와 대립한다.
T-ANK-α3 (ティー エーエヌケイ アルファスリー) / 애칭 타나카씨 (田中さん)
마호라대학 공학부에서 실험중인 신형 로봇 병기. 기술력은 학원 밖 세계와는 엄청난 차이이다. 용모는 터미네이터와 유사. 입으로 내뿜는 빔과 유선식 로켓 펀치. 빔은 하가세 사토미 말론 '출력이 부족하여 유감스럽지만 생명에 이상은 없다'라고 말해, 이른바 '누드빔'이 되어 버렸다.
마호라 무도회에 출전해 대선 상대인 다카네에 패했다. 1체는 유선으로 전원 공급이 되고 있었지만, 그 외는 세계수의 마력을 동력으로 이용하는 독립 구동형이다. 독립 구동형은 비행형이나 게틀링건 장착형 등이 있다. 차오는 이 로봇을 대량 생산하여 학원제 마지막날 결전 때엔 2500체 이상이 학생들과 싸웠다.
BUCHIANA
차오 린센이 학원제 마지막날 결전용으로 만들었다고 추정되는 로봇 병기. 형상 및 장비는 6개의 다리로 조금 긴 목 위에 카메라 겸 누드 빔을 갖추고 있다. T-ANK-α3과는 달리 누드 빔은 강한 공격이 가능. 또 T-ANK-α3보다 단단하게 설계되어 있고, 정지시키려면 대 비생명체형 마력 구동체 특수장비의 바주카형으로 8발 맞춰야할 필요가 있다. 기체 번호를 보아 적어도 46대가 생산된 것으로 추정된다. 기체를 업그레이드 시킨 SUPER-BUCHIANA도 존재한다. 기체엔 'UN MARS FORCE (유엔 화성군)'이라 쓰여 있다.
거대 화성 로봇 (巨大火星ロボ)
학원 심층부에서 석화 봉인되어 있던 6체의 요괴를 차오 린센이 제어용 과학 장치를 장착해 부활시켜 강제 인식 마법의 마법진 생성을 위한 마력 증폭 장치로 이용했다. 차차마루의 해킹으로 학원 결계가 사라졌기 때문에 학원내에서도 활동 가능. 료우멘스크나노카미보다 령력은 약하지만, 강력한 힘을 소유하고 있고, 일반 학생의 마법도구는 전혀 통하지 않는다. 게다가 특대 누드빔을 탑재하고 있어 차례차례로 세계수의 마력 포인트를 제압해가지만, 마지막 마력 포인트에서 네기 일행이 수비를 해, 최후로 치사메가 차차마루의 컴퓨터 방화벽을 깨트려 결계를 부활시킨 일로 재봉인 되었다.